# Puolamajärvi
Puolamajärvi är en sjö i Pajala kommun i Norrbotten och ingår i Kalixälvens huvudavrinningsområde. Sjön har en area på 0,755 kvadratkilometer och ligger 150 meter över havet. Puolamajärvi ligger i Torne och Kalix älvsystem Natura 2000-område. Sjön avvattnas av vattendraget Puolamajoki.

## Delavrinningsområde
Puolamajärvi ingår i det delavrinningsområde (743515-180025) som SMHI kallar för Utloppet av Puolamajärvi. Medelhöjden är 176 meter över havet och ytan är 7,16 kvadratkilometer. Det finns inga avrinningsområden uppströms utan avrinningsområdet är högsta punkten. Puolamajoki som avvattnar avrinningsområdet har biflödesordning 3, vilket innebär att vattnet flödar genom totalt 3 vattendrag innan det når havet efter 158 kilometer. Avrinningsområdet består mestadels av skog (78 procent). Avrinningsområdet har 0,75 kvadratkilometer vattenytor vilket ger det en sjöprocent på 10,4 procent.